# 고리종

위의 일련의 색띠들은 다수의 자연적 개체군들을 나타낸다. 서로 다른 색으로 표시되어 있는 각 개체군은 연속변이(함께 서식하는 생물들에게서 미소하게 서로 다른 지배 형질들을 갖게 하는 조건들에 의해 생기는 점진적 변화)를 보여준다. 그런 변이는 A와 같이 곧은 모양(예를 들어, 산 사면을 올라가면서 생기는 것)으로 나타날 수도 있고, 혹은 B와 같이 둥글게 굽은 형태(예를 들어 해안을 따라 형성된 것)로 나타날 수도 있다.
둥근 형태의 연속변이가 나타날 경우에, 서로 이웃하고 있는 개체군들은 교배가 가능하지만 C에서 보이듯 양 끝이 서로 만나는 지점에서는 연속변이를 따라 쌓인 차이들이 개체군 간의 교배를 불가능하게 할 만큼 클 수 있다(그림에서 분홍색과 녹색 간의 틈이 이것을 표시한다). 이 원형의 번식집단 안에서 교배 관계를 이루는 개체군들을 묶어서 고리종이라고 통칭한다.

생물학에서 고리종(영어: ring species, 독일어: Rassenspezies, Rassenkreis, 프랑스어: variation clinale)이란 이웃한 개체군들이 한 계열을 이루며 이어진 것을 가리킨다. 이때 각각의 개체군들은 가까운 개체군들과 교배가 가능하며, 연결되어 있는 각 개체군 사이에는 유전자의 이동이 가능하지만, 계열의 양쪽 말단 개체군들은 교배가 불가능하다. 이처럼 유전적으로 연결되어 있으면서도 교배가 불가능한 말단의 개체군들이 동일한 지역에 공존함으로써 폐쇄된 고리를 만들 수도 있다.
고리종은 오래 전 단절된 조상 개체군들과 현재 존속하는 개체군들 사이에서, 그 중간 단계 개체군들은 멸절하고, 시간적 경과에 따라 발생한 결과를 현존하는 개체군들 안에서 보여준다. 이 때문에 고리종은 개체군들이 유전적으로 분화하면서 시간이 경과함에 따라 어떤 일이 일어나는지를 보여주는 것으로서 진화의 증거로 거론되어왔다. 리처드 도킨즈는 고리종들은 "시간적 차원에서 틀림없이 늘 발생하고 있는 일을 공간적 차원에서 보여주고 있을 뿐"이라고 말한다.
형식상, 상호 교배가능성은 추이적 관계가 아니며, 즉, '가'와 '나'가 교배 가능하고, '나'와 '다'가 교배가능하다고 해서 '가'와 '다'가 교배가능한 것은 아니며, 동치관계를 이루지는 않는다. 고리종은 교배 관계의 추이성에 대한 반례이다. 그러나 과학자들에 의해 언급된 고리종들의 모든 예에서 실제로 한 끝에서 다른 끝으로 유전자 이동이 가능한지는 불분명하다.
언어학에서 고리종과 비슷한 것으로 방언연속체가 있다.

## 정의 문제
고리종은 생물계를 별개의 종들로 구분하고자 하는 이들에게 종 문제를 제기하는 흥미로운 사례가 된다. 분리된 두 종들로부터 한 고리종을 찾아내기 위해서는 전적으로 연결 개체군들이 존재해야만 한다. 고리 안에서 번식 관계를 이루는 연결 개체군들이 충분히 절멸하면 고리종의 양 극단 개체군들은 두 개의 서로 분리된 종으로 인정될 것이다.
문제는 (모든 개체들이 교배 가능하지는 않다는 사실에도 불구하고) 고리 전체를 단일한 종으로 파악할 것인가 혹은 (각 개체군이 이웃한 군들과 교배 가능하다는 사실에도 불구하고) 각 개체군을 별개의 종으로 분류할 것인가 하는 것이다. 고리종들은 종 개념이 통념만큼 그리 뚜렷하지 않다는 것을 예증한다.

## 알려진 예

### 역사
소수의 생물들만이 고리종의 정의에 부합하는 것으로 나타난다. 고전적인 예로는, 1925년 조나단 드와이트가 북극 주변에 존재하는 갈매기속이 고리종임을 발견하였다. 하지만 최근에 이것이 실제로 고리종인지에 대한 의문이 제기되었다. 1938년, 클로드 뷰캐넌 타이스허스트(Claud Buchanan Ticehurst)는 티베트고원 주변의 네팔에서 서식하는 버들솔새가 확산하여 각각의 새로운 환경에서 적응하면서 고리의 양 끝이 시베리아 지역에서 다시 만났으나 더 이상 교배가 불가능하다는 가설을 세웠다. 이들 및 여타 발견들에 근거하여 에른스트 마이어(Ernst Mayr)가 1942년 자신의 연구인 Systematics and the Origin of Species (계통분류와 종의 기원)에서 처음으로 고리종 이론을 정식화하였다. 또한, 1940년대 로버트 스테빈스가 캘리포니아주 샌트럴 벨리 근처에 서식하는 엔사티나 도롱뇽이 고리종이라고 판단하였으나 어떤 학자들은 이 분류가 부정확한 것이라고 간주한다. 마지막으로, 2012년에 식물의 첫 고리종의 예가 카리브 해 주변에 서식하는 대극과의 대은룡 Euphorbia tithymaloides에서 발견되었다.

### 갈매기속 (Larus)

북극해 주변에 서식하는 갈매기속의 예. 1: L. fuscus, 2: 서양재갈매기의 시베리아 서식종, 3: L. heuglini, 4: L. vegae birulai, 5: L. vegae, 6: L. smithsonianus, 7: L. argentatus.

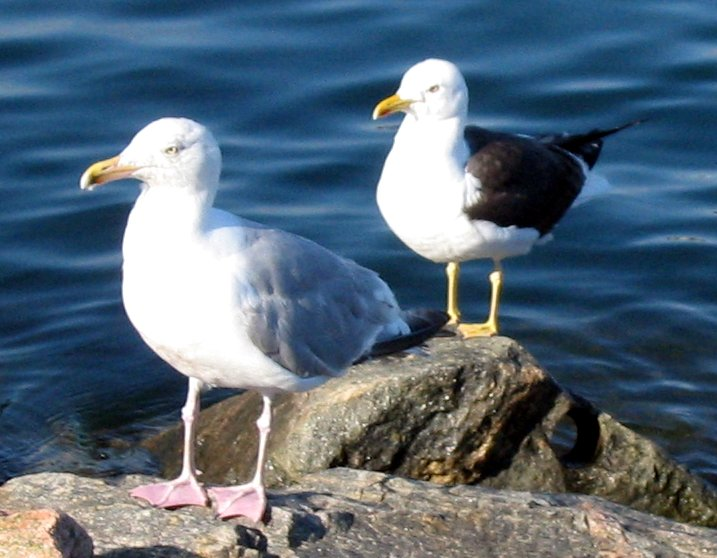
노르웨이의 재갈매기(Larus argentatus, 앞)과 서양재갈매기(Larus fuscus, 뒤)의 모습. 두 표현형이 완전히 다름을 알 수 있다.

고리종의 전형적인 예로는 북극에 "고리"를 만들며 서식하는 갈매기속이 있다. 이 갈매기의 서식 범위는 북극을 중심으로 하는 고리를 이루고 있으며, 보통은 갈매기 개체들이 북극을 통과하여 지나가지 않는다.
영국과 아일랜드 지역에 서식하는 유럽재갈매기(L. argentatus argenteus)는 북아메리카에 서식하는 미국재갈매기(L. smithsonianus)와 번식 가능하며, 미국재갈매기는 동시베리아재갈매기(L. vegae)와 번식 가능하며, 이 종은 다시 재갈매기(L. vegae birulai)와 번식 가능하며 다시 이종은 줄무늬노랑발갈매기(L. heuglini)와 번식 가능하다. 이 종은 다시 시베리아 북부에 서식하는 서양재갈매기(L. fuscus)와 번식 가능하다. 마지막은 다시 영국을 포함하는 유럽에 서식하는 유럽재갈매기와 번식이 가능해야 한다.
그러나, 유럽재갈매기와 서양재갈매기는 일반적으로 교잡이 불가능할 만큼 서로 다르다. 따라서, 갈매기 군은 유럽에서 두 분지들이 만나는 경우 이외에는 연속체를 이루고 있다.
그러나 2004년 "The herring gull complex is not a ring species"(재갈매기 복합군은 고리종이 아니다)라는 제목의 유전자 연구에서 이 예는 위에서 제시된 것보다 훨씬 더 복잡하다는 것을 보여주었다. (Liebers et al., 2004) 이 예는 서양재갈매기로부터 유럽재갈매기에 이르는 종 복합군에 대해서만 말할 뿐이다. 노란다리갈매기(L. michahellis), 흰갈매기(L. hyperboreus), 카스피해갈매기(L. cachinnans) 같이 동일한 종 복합군에 속한 몇몇 예들은 분류학적으로 불분명하다.

### 버들솔새 (Phylloscopus trochiloides)

버들솔새의 확산 및 진화 추측도.
P. t. trochiloides
P. t. obscuratus
P. t. plumbeitarsus
P. t. "ludlowi"
P. t. viridanus
참조: 캅카스산맥에 서식하는 P. t. nitidus는 나타나지 않았다.

버들솔새(Phylloscopus trochiloides)는 히말라야산맥을 중심으로 하여 종들의 고리를 이루고 있다. 버들솔새에 대해 제기된 가설에 따르면, 이 새는 서식 환경이 좋지 않은 티베트고원 주변 네팔로부터 확산하였는데, 시베리아에서 plumbeitarsus와 viridanus로서 다시 만나게 되었을 때는 상호 번식 불가능함이 드러났다는 것이다.

### 노래참새 (Melospiza melodia)
노래참새(Melospiza melodia)는 캘리포니아주 시에라네바다산맥을 중심으로 한 고리형 모양으로 서식하고 있으며 두 아종인 heermanni와 fallax는 샌고르고니오 고개에서 서식 불가능하게 진화하였다.

### 대은룡 (Euphorbia tithymaloides)
대은룡(Euphorbia tithymaloides)는 대극과에 속하는 종으로, 중앙아메리카와 카리브해에서 고리 모양으로 번식하고 진화하여 버진 제도에서 만날 때에는 형태학적, 생태학적 구분을 보이게 되었다.

## 같이 보기
- 연속 변이
- 종분화
- 근지역종분화 또는 축소적 종분화
- 방언 연속체
- 은성종 복잡성 (Cryptic species complex)
- 종군
- 종 문제
- 상호이행

## 참고 문헌
- Irwin DE, Irwin JH, Price TD (2001). “Ring species as bridges between microevolution and speciation”. 《Genetica》. 112-113: 223–43. doi:10.1023/A:1013319217703. PMID 11838767. 2020년 5월 29일에 원본 문서 (PDF)에서 보존된 문서. 2014년 2월 22일에 확인함.
- Futuyma, D. (1998). 《Evolutionary Biology》 3판. Sunderland, MA: Sinauer Associates. ISBN 0-87893-188-0.
- Moritz, C., Schneider, C.J.;  외. (1992). “Evolutionary relationships within the Ensatina eschscholtzii complex confirm the ring species interpretation”. 《Systematic Biology》 41: 273–291.
- Nova Scotia Museum of Natural History: Birds of Nova Scotia
- Adriaens, P. Hybrid Gulls Breeding in Belgium 보관됨 2022-01-13 - 웨이백 머신